# Semi Radradra
Semi Radradra Turagasoli-Waqavatu (Suva, 13 giugno 1992) è un rugbista internazionale nel rugby a 15 per Figi e fino al 2017 nel a XIII per Australia e Figi. Anche giocatore di rugby a 7, disciplina in cui rappresenta la nazionale figiana con la quale ha vinto la medaglia d'oro alle Olimpiadi di Tokyo del 2020.

## Palmarès

### Rugby a 15
- Challenge Cup: 1
Bristol: 2019-20

### Rugby a 7
- Oro olimpico: 1
Figi: 2020